# Карлос Дельгадо Феррейро
Карлос Дельгадо Феррейро (нар. 9 липня 1970, Португалете, Біская, Країна Басків, Іспанія, відомий як Дельгадо Феррейро) — колишній іспанський футбольний арбітр, що судив матчі найвищої іспанської ліги. Член Комітету арбітрів Країни Басків.

## Кар'єра
До Ла-Ліги дістав підвищення в сезоні 2006—2007. Дебютним для нього став матч «Севілья» проти «Леванте» (4-0), що відбувся 29 серпня 2006 року на стадіоні «Рамон Санчес Пісхуан».
Завершив кар'єру в сезоні 2013—2014. Останній матч, який він відсудив, між командами «Гранада» та «Барселона» (1-0), відбувся 12 квітня 2014 року.

## Ліги
| Ліга               | Країна  | роки        |
| ------------------ | ------- | ----------- |
| Терсера Дивізіон   | Іспанія | 1992 — 2000 |
| Сегунда Дивізіон Б | Іспанія | 2000 — 2002 |
| Сегунда Дивізіон   | Іспанія | 2002 — 2006 |
| Ла-Ліга            | Іспанія | 2006 — 2014 |

## Нагороди
- Премія Гурусети[es] (1): 2012
- Золотий свисток другого дивізіону[es] (1): 2005